# جيون تيرز
جيون تيرز (بالإنجليزية: Gjon's Tears)‏ هو مغني سويسري ولد في 29 يونيو 1998.

## وصلات خارجية
- جيون تيرز على موقع IMDb (الإنجليزية)
- جيون تيرز على موقع ميوزك برينز (الإنجليزية)
- جيون تيرز على موقع أول ميوزيك (الإنجليزية)
- جيون تيرز على موقع ديسكوغز (الإنجليزية)
- جيون تيرز على موقع كينوبويسك (الروسية)